# The Bootlicker
Albums de Melvins
The Maggot
(1999) The Crybaby
(2000)
The Bootlicker est un album des Melvins sorti en 1999 chez Ipecac Recordings. Il fait partie d'une trilogie: The Maggot, The Bootlicker et The Crybaby, publiée en édition vinyle par Ipecac Recordings (The Trilogy Vinyl, IPC-011, 27 novembre 2000).
Sur la version CD, la dernière chanson, "Prig", est suivie d'un sample sinistre de Smells Like Teen Spirit, la première chanson (reprise de Nirvana) de l'album suivant (The Crybaby), puis d'un silence.

## Pistes
1. Toy (Osborne) – 1 min 09 s
2. Let It All Be (Osborne) – 10 min 48 s
3. Black Santa (Osborne) – 3 min 41 s
4. We We (Osborne) – 57 s
5. Up the Dumperv (Osborne) – 2 min 23 s
6. Mary Lady Bobby Kins (Osborne) – 3 min 37 s
7. Jew Boy Flower Head (Osborne) – 6 min 06 s
8. Lone Rose Holding Now (Osborne) – 2 min 23 s
9. Prig (Osborne) – 8 min 47 s

## Crédits
- Melvins - Producteur
  - King Buzzo - Chant, guitare, bruits
  - Dale Crover - Batterie, percussion, Chant
  - Kevin Rutmanis - Basse, Slide bass
- Eric Peterson - Piano sur piste 9
- Mackie Osborne - Artwork
- Tim Green - Ingénieur du son, producteur